# 寅次郎的故事48 寅次郎红之花
《寅次郎的故事48 寅次郎红之花》（日语：男はつらいよ 寅次郎紅の花）是一部1995年上映的日本喜剧电影，亦是《寅次郎的故事系列》的最后一部（第四十八部）剧场版作品。由山田洋次导演，渥美清、倍赏千惠子、前田吟、下条正巳、三崎千惠子、浅丘瑠璃子等等主演。于1995年12月23日上映。
本电影亦成为渥美清生前的最后一部演出作品。

## 劇情簡介
沒有寅次郎的消息經已好一段時間，大家在電視上發現寅次郎竟然當上了阪神大地震的志願者。而寅次郎的外甥滿男正受感情困擾，因滿男心愛的阿泉要嫁給一位醫生。滿男無法抑制情緒，為了阻止這場婚姻，鴐駛汽車擋著阿泉出嫁的花車，結果被人毆打及趕走。失落的滿男酒醉下乘車來到鹿兒島縣奄美大島，意外地遇到久別的舅舅寅次郎，原來寅次郎現在與多年前相識的歌手莉莉一起生活。後來，阿泉前來找滿男，告知滿男她的婚事已取消了，二人可以再次相愛。不久，寅次郎同莉莉手牽手回到柴又跟大家見面，當寅次郎與莉莉乘車離開時，家人滿以為寅次郎終於找到了歸宿，寅次郎卻始終沒勇氣給自己的感情畫上完美的句號。

## 主要演员
- 车寅次郎：渥美清
- 诹访樱：倍赏千惠子
- 莉莉：浅丘瑠璃子
- 诹访满男：吉冈秀隆
- 及川泉：后藤久美子
- 车龙造（叔叔）：下条正巳
- 车つね（叔母）：三崎千惠子
- 诹访博：前田吟
- 桂梅太郎（社长）：太宰久雄
- 源公：佐藤蛾次郎
- ポンシュウ：关敬六
- 三平：北山雅康
- 加代：鈴木美惠
- 中村：笠井一彦
- ゆかり：牧野佐代子
- 及川礼子：夏木麻里
- 船长：田中邦卫
- 伸吉：笹野高史
- 政夫：神户浩
- 莉莉的母亲：千石规子
- 石仓面包店店主：宫川大助
- 面包店之妻：宫川花子
- 车站的人：樱井千里
- 计程车司机：犬塚弘
- 神户的会长：芦屋雁之助
- 骑自行车的人：佐藤和弘
- 新郎：前田淳
- 村山富市：村山富市

## 奖项
- 第9届日刊体育电影大奖最佳女演员奖／浅丘瑠璃子
- 全国兴行环境卫生同业组合第14届金十字奖最佳银奖

### 英文
- 互联网电影数据库（IMDb）上《寅次郎的故事48 寅次郎红之花》的资料（英文）

### 德文
- . www.molodezhnaja.ch.   [2016-05-03]. （原始内容存档于2016-03-03） （德语）.

### 日文
- . www.allcinema.net.   [2016-05-03]. （原始内容存档于2016-06-21） （日语）.
- . 日本电影院数据库（日本文化厅）.   [2016-05-03]. （原始内容存档于2012-03-26） （日语）. 外部链接存在于|publisher= (帮助)
- . 日本电影数据库.   [2016-05-03]. （原始内容存档于2016-03-03） （日语）.
- . 电影旬报.   [2016-05-03]. （原始内容存档于2015-07-07） （日语）.

### 中文
- . 豆瓣电影.   [2016-05-03]. （原始内容存档于2015-10-03）.